# تل شاهرخی مهارلو
تل شاهرخی مهارلو مربوط به دوران پیش از تاریخ ایران باستان است و در شهرستان سروستان، بخش کوهنجان، روستای مهارلو واقع شده و این اثر در تاریخ ۸ مرداد ۱۳۸۱ با شمارهٔ ثبت ۶۰۴۳ به‌عنوان یکی از آثار ملی ایران به ثبت رسیده است.